# Willem Retze Talsma
Willem Retze Talsma (Wognum, 3 januari 1927 - Murcia, 2008) was een Nederlands organist. 

## Levensloop
Talsma was cantor-organist op meerdere plaatsen. In Hoorn (Noord-Holland) bespeelde hij het Pieter Müller-orgel in de Evangelisch Lutherse kerk en ook in de Ned. Hervormde Zorgvlietkerk in Scheveningen. Daarnaast was hij muziekmedewerker voor de Nieuwe Rotterdamsche Courant en orgeladviseur van de Hervormde Orgelcomissie. 
In Wognum was het koor 'De Wognummers', dat werd geleid door Willem Saal. Deze experimenteerde als een van de eerste koordirigenten met een reine stemming waardoor dit koor zeer geliefd was. Vanaf 1906 ging het koor grote concerten geven en werd het al snel zeer populair. Het koor knoopte vriendschapsbanden aan met de Maastrichter Staar en concerteerde in Berlijn, Londen en Zwitserland. Willem Talsma werd door dit hoogstaande West-Friese muziekleven geïnspireerd om zelf de muziek in te gaan.

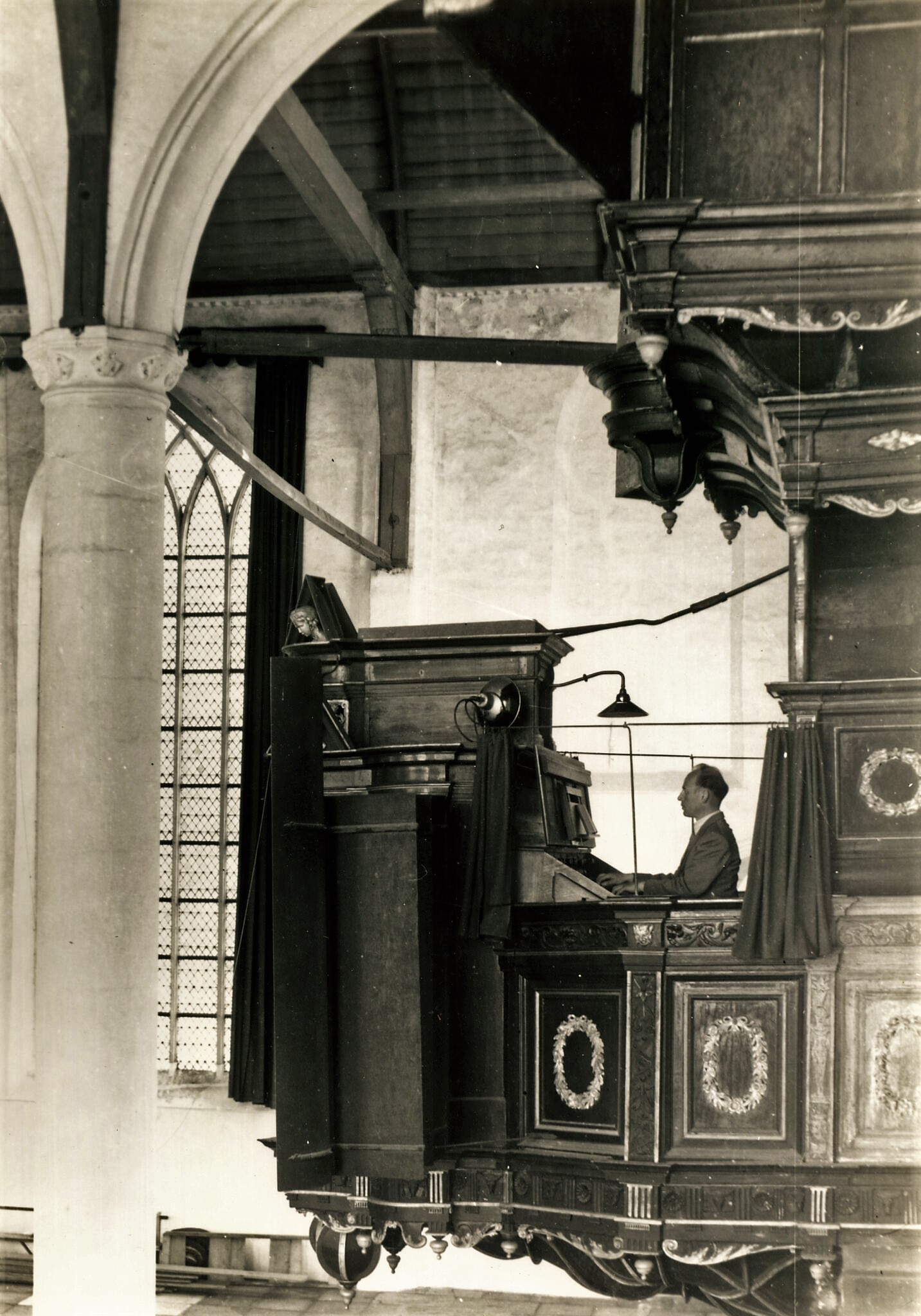
Dick van Wilgenburg Steenkuyl orgel Westerkerk Enkhuizen

Aanvankelijk studeerde Willem Talsma Rechten en Musicologie aan de Universiteit van Amsterdam. Later werd Talsma opgeleid door Dick van Wilgenburg, de organist van de Westerkerk en beiaardier van Enkhuizen. Van Wilgenburg bracht Talsma in kennis met Guillaume Hesse te Baarn en de door hem bedachte Exermano-methode waarbij de nadruk viel op weloverwogen en efficiënt spiergebruik en balans; het inspireerde hem daar lessen te nemen. 
Ook volgde hij colleges muziekwetenschappelijke oriëntatie bij Karel Philippus Bernet Kempers in Amsterdam. Behalve op Guillaume Hesse bracht van Wilgenburg hem ook in kennis met het beroep van cantor/organist. Die functie bekleedde Talsma bij het Pieter Müller orgel in de Evangelisch Lutherse kerk aan de Ramen in Hoorn. Hier richtte hij ook het voormalige Hoorns kamerkoor op. Ook was hij organist in de Zorgvlietkerk van de Nederlands Hervormde kerk van Den Haag/Scheveningen. Deze kerk werd gesloopt en het Ahrend & Brunzema orgel waar Willem Talsma samen met Cor Edskes in 1959 de adviezen voor had geleverd werd overgeplaatst naar de RK St. Mariënkirche te Leer-Loga in het Duitse Oost-Friesland waar het in 2016 in gebruik werd genomen. 
In het Gemeentemuseum Den Haag bespeelde Talsma regelmatig oude toetsinstrumenten uit de collectie van het museum. Ook was hij geïnteresseerd in orgelbouwkunst en restauratie van orgels. Hij ijverde er voor dat ons historisch orgelbezit in zijn oorspronkelijke klank zoveel mogelijk werd behouden. Zo had hij al vlak na de Tweede Wereldoorlog bemoeienis, samen met de firma H.W. Flentrop Orgelbouw te Zaandam, over het Van Dam-orgel in de Nederlands Hervormde kerk van Zwaag. 
In de Hervormde kerk van Oosthuizen, waar zich een orgel uit 1521 met delen uit de 16e eeuw bevindt, speelde hij regelmatig concerten. Zo ook op het Pieter Backerorgel in de Protestantse Bonifatiuskerk in Medemblik.
Talsma nam in 1967 een aantal grammofoonplaten op. In de serie "Documenta" van Disco Nederland nam hij het Pieter Backer orgel in Medemblik op, waar hij met een Edison voor werd onderscheiden. Daarnaast nam hij een LP op in de oude muziek serie van ARCHIV (198445) Die Niederländische Orgelschule met de orgels van Oosthuizen (1521), Krewerd (1531), Medemblik (1671) en Noordwolde (1621). Uit 1968 dateert de EP met opname's uit Oosthuizen.
Op oudere leeftijd gaf hij een boek uit dat geruchtmakend was in de muziekwereld. Het ging over het tempo in de muziek: Wiedergeburt der Klassiker, Anleitung zur Entmechanisierung der Musik, waarin hij speurde naar het Tempo giusto, het "juiste tempo": het natuurlijke tempo ingegeven door biologische, menselijke ritmes bij het functioneren van het lichaam.
Aan het einde van zijn leven woonde Willem Talsma in Marbella in Spanje. 